# Dick Buurman
Dirk Jacobus Gerhard Buurman (Nijmegen, 6 december 1917 − Oosterbeek, 6 december 2003) was een Nederlands archivaris en later bestuurder op het gebied van kastelen.

## Biografie
Buurman werd geboren als zoon van sigarenfabrikant Willem Buurman (1882-1945) en Gerhardina Vos (1884-1954). Hij trouwde in 1947 met jkvr. Henriette Boreel (1917-2006), telg uit het geslacht Boreel en dochter van jhr. ir. Jacob Lucas Boreel (1893-1939) en Adriana Sophia barones van Randwijck (1890-1958), telg uit het geslacht Van Randwijck die heren van Rossum waren; het echtpaar bewoonde jarenlang het jachthuis van Rossum.
Na het behalen van zijn gymnasiumdiploma ging hij in 1937 werken op de gemeentesecretarie van Rheden, vervolgens bij het archief van de provinciale griffie van Gelderland. Daarna volgde hij de opleiding tot wetenschappelijk archiefambtenaar. Vanaf de oprichting in 1940 was hij begunstiger van de Stichting Vrienden der Geldersche Kasteelen en in 1942 werd hij assistent van de secretaris-penningmeester van die stichting. In 1951 werd hij secretaris-penningmeester van de Stichting Brantsen-van de Zyp. Van 1947 tot 1950 werkte hij bij de provinciale archiefinspectie onder rijksarchivaris mr. A.P. van Schilfgaarde (1896-1980). Vanaf 15 februari 1951 werd hij directeur van de Stichting Vrienden der Geldersche Kasteelen en Stichting Geldersch Landschap welke eerste functie hij dertig jaar zou vervullen. In die tijd schreef hij over kastelen en zette zich in voor de aankoop en restauratie van diverse Gelderse kastelen. In 1965 werd hij benoemd tot Ridder in de Orde van Oranje-Nassau. In april 1981 ging hij met pensioen en ontving als cadeau een bedrag ter aanleg van een rozentuin op Kasteel Rosendael. Hij werd bij die gelegenheid bevorderd tot Officier in de Orde van Oranje-Nassau en kreeg de erepenning van de provincie Gelderland. Hij werd opgevolgd door jhr. dr. Cyp Quarles van Ufford. Na zijn pensionering bleef hij zich nog bezighouden met Gelderse kastelen door de redactie van werken over Kasteel De Cannenburgh en Kasteel Ammersoyen. Hij overleed in 2003 op zijn 86e verjaardag.